# امگا گاو
امگا گاو یک ستاره است که در صورت فلکی ثور قرار دارد.